# Pachypodium horombense
Pachypodium horombense, conocida comúnmente como pie zambo de Horombe, es una especie de subarbusto o arbusto perteneciente al género Pachypodium, dentro de la familia Apocynaceae. Es endémica del centro sur de Madagascar.

## Descripción

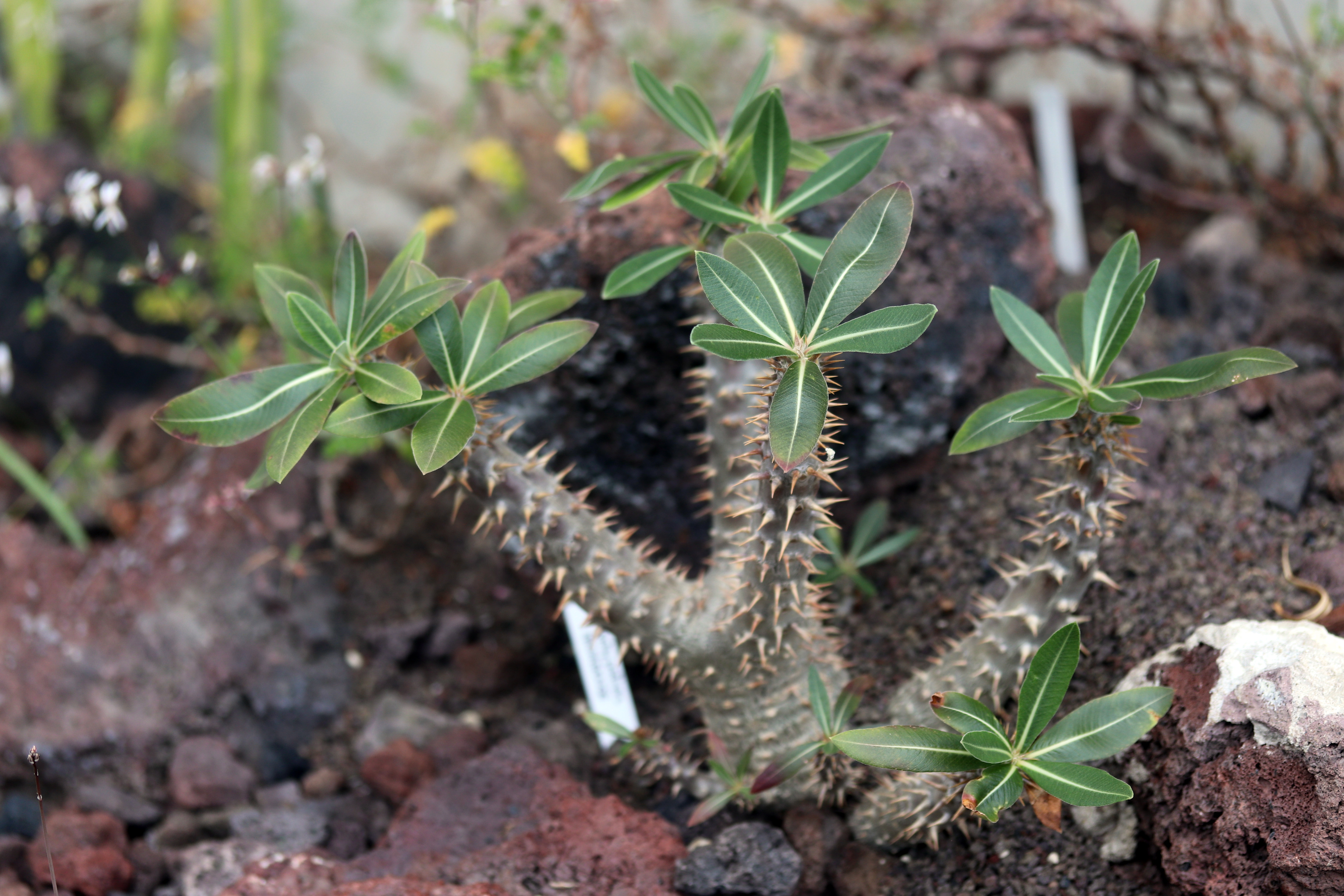
Detalle del tallo y las hojas

Pachypodium horombense es un subarbusto que presenta un tronco corto y grueso coronado por numerosas ramas gruesas y espinosas. Puede crecer hasta 60 cm de altura. 
Las hojas son elípticas o estrechamente oblongas, miden hasta 8 cm de largo y 2 cm de ancho y están verticiladas en las puntas de las ramas. Son de color verde oscuro con un nervio central de color crema y tienen el envés afieltrado. Se caen en invierno. 

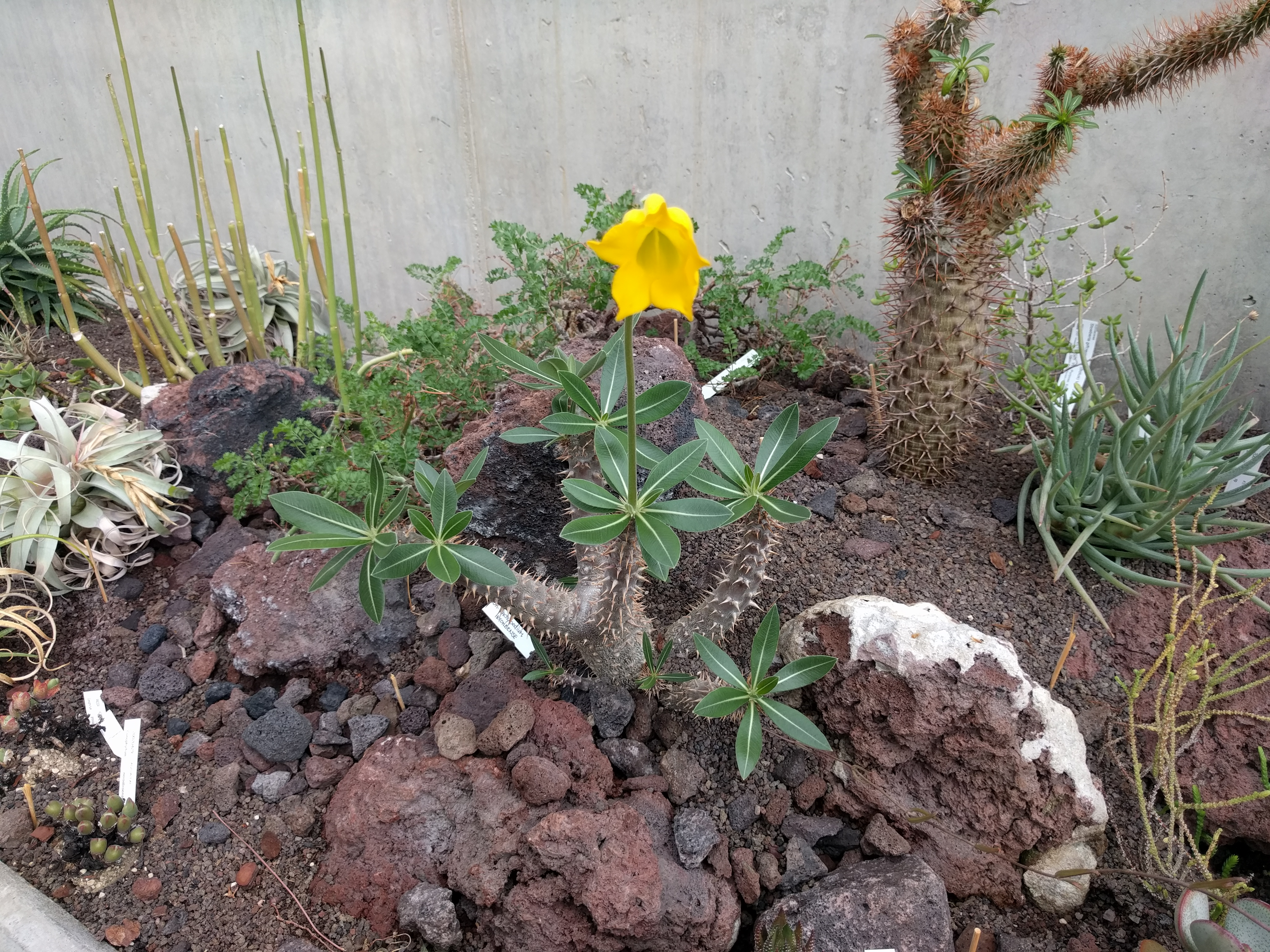
Planta en flor

Desde finales de primavera hasta el verano, produce unos tallos delgados que se elevan por encima de las puntas de las ramas frondosas, cada uno con un grupo de 4 a 11 flores amarillas en forma de campana.Las flores tienen un diámetro de 17 a 23 milímetros y están formadas por cinco pétalos. Los frutos tienen una longitud de 14 cm y 0,7 cm de ancho. 

## Distribución y hábitat
El área de distribución nativa de esta especie es el centro sur de Madagascar y crece principalmente en las grietas de las rocas del bioma desértico o de matorral seco.

## Taxonomía
Pachypodium horombense fue descrita por el botánico francés Henri Louis Poisson y publicado por primera vez en la revista ilustrada Bulletin Trimestriel de l'Académie Malgache, 6: 165 (1922-1923 publ. 1924).
Etimología
- Pachypodium: nombre genérico que proviene de la combinación de dos términos del griego antiguo: pachys (que significa 'grueso') y podium (que significa 'pie' o 'base'), haciendo referencia a la característica morfología de muchas especies del género, que suelen tener troncos o tallos robustos y suculentos.
- horombense: epíteto geográfico que hace referencia a la Región de Ihorombe en Madagascar, lugar donde se descrubrió especie.[3]

## Usos
Pachypodium horombense se cultiva principalmente como planta ornamental.